# هاگدان

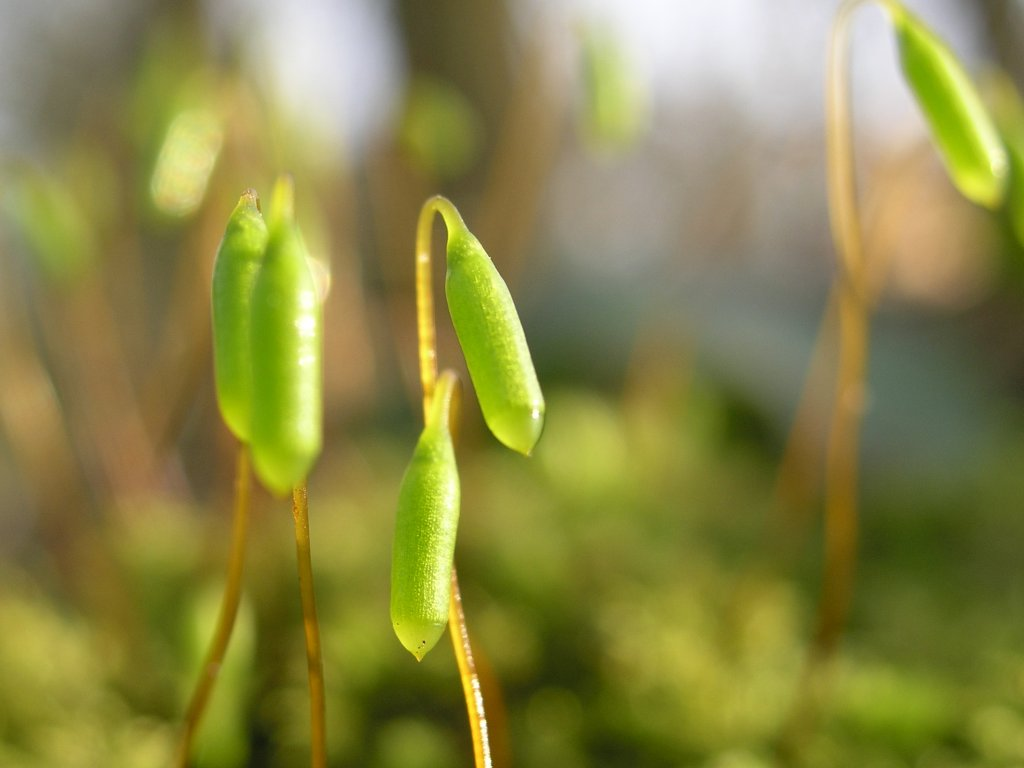
هاگدان خزه‌ها (به صورت پوشینه‌ای).

هاگدان یا اسپورانژ ساختاری گیاهی یا قارچی است که تولید هاگ می‌کند.
هاگدان‌ها را می‌شود در گیاهان نهان‌دانه، بازدانه، سرخس‌ها، خزه‌ها، جلبک‌ها و قارچ‌ها یافت.
به مجموعه چند هاگدان، هاگینه گفته می‌شود.